# Weinheimer Senioren-Convent
Der Weinheimer Senioren-Convent (WSC) ist der Dachverband von Corps an Technischen Hochschulen und Universitäten. Derzeit gehören dem WSC 60 Corps an 24 deutschen Hochschulorten an. Die Corps im WSC tragen Couleur und stehen zur Mensur. Der WSC und seine Mitgliedscorps vertreten das Toleranzprinzip. Die Mitgliedschaft ist nicht an eine bestimmte Nationalität, Hautfarbe oder Konfession gebunden. Es werden nur männliche Personen aufgenommen. Rund 1.600 Studenten und rund 8.000 berufstätige Akademiker bezeichnen sich als Weinheimer Corpsstudenten.

## Gliederung
Der WSC ist ein Zusammenschluss von einzelnen Corps als direkten Mitgliedern des Dachverbandes. Diese sind auf Hochschulortebene in örtlichen Senioren-Conventen zusammengeschlossen, welche aus wenigstens zwei Corps bestehen müssen. An Hochschulorten mit nur einem Corps hat sich dieses dem SC eines benachbarten Hochschulortes anzuschließen. Corps geographisch naheliegender, benachbarter Hochschulorte wie Freiberg und Dresden können ebenfalls einen gemeinsamen SC bilden. Im WSC existieren folgende Senioren-Convente:
- SC zu Karlsruhe mit Franconia, Saxonia, Alemannia und Friso-Cheruskia
- SC zu Hannover mit Saxonia, Slesvico-Holsatia, Hannovera, Hannoverania, Normannia, Baltica-Borussia Danzig zu Bielefeld, Agronomia Hallensis zu Göttingen, Frisia Göttingen, Alemannia-Thuringia zu Magdeburg, Alemannia zu Kiel, Irminsul zu Hamburg, Rhenania zu Hamburg und Cheruscia zu Lüneburg
- SC zu Stuttgart mit Teutonia, Rhenania, Stauffia, Bavaria und Germania zu Hohenheim
- SC zu Braunschweig mit Rhenania ZAB, Teutonia-Hercynia, Marchia, Frisia und Corps Berlin zu Berlin
- SC zu Darmstadt mit Hassia, Rhenania, Franconia, Obotritia, Chattia, Hermunduria Leipzig zu Mannheim und Heidelberg, Rheno-Nicaria zu Mannheim und Heidelberg, Thuringia zu Heidelberg, Franconia Berlin zu Kaiserslautern
- SC zu Aachen mit Marko-Guestphalia, Delta, Montania, Saxo-Montania, Palaeo-Teutonia, Saxonia-Berlin und Franconia Fribergensis
- SC zu Clausthal mit Hercynia, Montania und Borussia
- SC zu München mit Cisaria, Vitruvia, Germania, Normannia-Vandalia, Suevo-Guestphalia, Saxo-Thuringia, Alemannia, Pomerania-Silesia zu Bayreuth (die Weinheimer Corps sind gemeinsam mit den Kösener Corps im Münchner SC)
- SC zu Köln mit Silingia Breslau und Franco-Guestphalia
- Sächsischer SC mit Saxo-Borussia zu Freiberg, Teutonia zu Dresden, Altsachsen zu Dresden und Marchia zu Greifswald

Mit diesen Strukturen unterscheidet sich der WSC vom Kösener Senioren-Convents-Verband (KSCV), der ein Zusammenschluss von örtlichen SC ist. Im KSCV können auch Einzelcorps an einem Hochschulort einen SC bilden. Aufgrund dieser unterschiedlichen Strukturen haben in der Verbandspolitik die örtlichen SC im WSC eine weniger bedeutende Rolle als im KSCV.

## Leitung

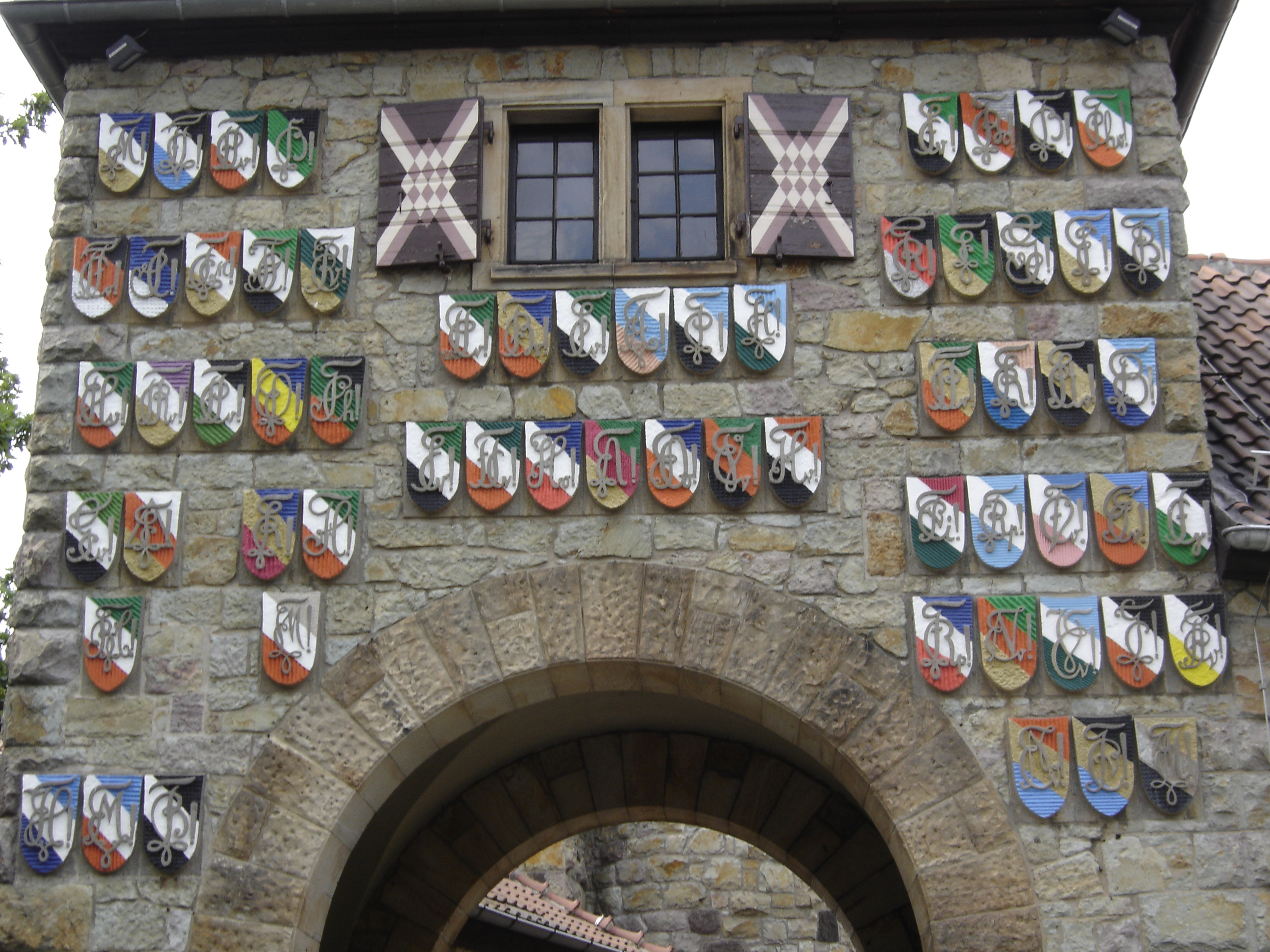
Wappentor der Wachenburg

Der WSC wird durch den jährlich wechselnden Vorort geleitet. In einer festgelegten Reihenfolge wechseln sich die SC des WSC bei der Wahrnehmung dieser Aufgabe ab. Durch eine Wahl wird dann innerhalb des SC ein Vorort-Corps bestimmt, welches die Leitung des WSC übernimmt und mindestens den 1. Vorortsprecher stellt. Dieser wird durch den 2. und den 3. Vorortsprecher und den Streifenleiter sowie durch die Ausschüsse des WSC wie auch des Altherrenverbandes WVAC (s. u.) unterstützt.
Hauptaufgaben des Vororts sind die Vertretung des WSC nach außen und die Führung des Verbandes im Innenverhältnis. Die Vorortsprecher sind gehalten, während ihres Amtsjahres möglichst alle SC zu besuchen und die Verbandstagung durchzuführen. Auch die Organisation von Fechtseminaren, die Erhebung von Statistiken über den Verband sowie die Bündelung der Hochschulpolitischen Interessen der SC und der Corps des WSC zählen zu den Aufgaben des Vororts.
Die Satzungen des Verbandes und der ihm angehörenden Corps schließen ein Allgemeinpolitisches Mandat aus, so dass weder der Verband, noch die Seniorenconvente und die Einzelcorps zu politischen Fragen des außeruniversitären Bereichs Stellung nehmen. Wie der KSCV betreibt auch der WSC nur eine sehr zurückhaltende Öffentlichkeitsarbeit. Diese beschränkt sich im Wesentlichen auf die Eigendarstellung zum Zwecke der Nachwuchsgewinnung.

## Geschichte
In der Geschichte vieler Weinheimer Corps spielen Fusionen, Verlegungen und Umbenennungen eine große Rolle.

### Von der Gründung bis zum Ersten Weltkrieg

Antrag des SC zu Freiberg auf Aufnahme in den WSC (1873)

Gegründet wurde der Verband in Frankfurt am Main am 7. April 1863 von zehn Corps an der TH Karlsruhe (Franconia, Bavaria, Saxonia, Alemannia), der TH Hannover (Saxonia, Teutonia), TH Stuttgart (Teutonia, Rhenania) und der ETH Zürich (Rhenania ZAB, Helvetia) als „Allgemeiner Senioren-Convent“ (ASC). Die Bezeichnung Weinheimer A.S.C oder Weinheimer SC kam erstmals 1867 auf. Seit 1875 wird sie ausschließlich verwendet. Seit 1864 ist Weinheim der Tagungsort des Verbandes. Hier findet seitdem jedes Jahr am Himmelfahrtswochenende die Jahrestagung des WSC und seiner Unterorganisationen statt. Unzufriedenheit mit der Organisation und der Wunsch nach einem Verband alleine der Corps auf den Technischen Hochschulen führte 1883 zu einer vorübergehenden Auflösung des WSC. Im darauffolgenden Jahr 1884 wurde der Verband von den Corps an den Hochschulen Stuttgart, Hannover und Braunschweig jedoch wieder erneuert. Der Senioren-Convent zu Freiberg und der SC zu Clausthal wurden erst 1902 und 1905 wieder aufgenommen. Mit dem Beitritt des Polytechnischen SC an der Technischen Hochschule München (1912), des SC zu Breslau (WSC) (1920) und des Danziger Senioren-Convents war dann die Sammlung der Corps an den Technischen Hochschulen im damaligen Reichsgebiet abgeschlossen. Der WSC war zum Interessenvertreter aller Corps an diesen Hochschulen und den Bergakademien geworden.

### Weimarer Republik
Um in der Frage der Straffreiheit der Mensur auf breiterer Basis agieren zu können, trat der WSC 1920 dem Allgemeinen Deutschen Waffenring (ADW) bei. Dieser sollte die Interessen der schlagenden Verbindungen in geeigneter Weise bündeln. Unter dem nationalen und großdeutschen Eindruck des Ersten Weltkrieges entstand 1921 der Allgemeine Deutsche SC-Verband, ein Zweckverband von KSCV und WSC. Die Geschäftsführung wechselte zwischen Berlin und München. Ein zentrales Thema waren die Ausdehnungsbestrebungen des Rudolstädter Senioren-Convents von den tierärztlichen auf die technischen Hochschulen. Da der Rudolstädter Vertrag vom 7./8. Oktober 1922 daran nichts änderte, wurde er wieder gelöst.

### NS-Zeit
Im April 1933 unterstellte sich der WSC in einem Potsdamer Bekenntnis dem Führer des deutschen Befreiungskampfes und bekundete seine Entschlossenheit, sich „in den Gleichschritt der deutschen Nation“ einzureihen. Auf der Weinheimtagung 1933 forderten der Aktiven- und der Altherrenverband des WSC die Verbindung mit dem KSCV. Ideengeber war angeblich die Spinnstube, der Alte-Herren-Senioren-Convent Hannover. Unter dem Druck der Gleichschaltung standen die Corps aller Verbände im Abwehrkampf gegen den Nationalsozialistischen Deutschen Studentenbund. Zugleich versuchte der RSC – seit Jahrzehnten im Kampf um „akademische“ Anerkennung – mit aller Macht zu expandieren. Dem WSC waren solche Absichten fremd. Wie im Abkommen von 1921 vereinbart, wollte er sich auf Technische Hochschulen und Bergakademien beschränken.

„Während der KSCV seine Identität wahrte, wurde der WSC zum Auffangbecken für den Rudolstädter SC und einzelne Corps des Naumburger SC. Da sich die Vollversammlung des WSC bereits 1933 ihrer Rechte weitgehend entledigt hatte, war die Vereinigung eine Angelegenheit der Verbandsführer.“

Von diesen (nationalsozialistischen) Verbandsführern am 25. März 1934 beschlossen, war die Vereinigung ein „Zusammenschluss der Aufsteiger“, nämlich der Corps an den (nichtuniversitären) technischen, veterinärmedizinischen und landwirtschaftlichen Hochschulen und Fachhochschulen. Ihre Speerspitze war Hans Heinrich Lammers, Angehöriger des Miltenberger Rings. Die Eingliederung der schließlich 27 Rudolstädter Corps bescherte dem WSC und seinen Senioren-Conventen größte Probleme, die zum Teil erst in den 1950er Jahren gelöst wurden. Das Erscheinen von Rudolstädter Einzelcorps an Universitäten brachte auch Konflikte mit dem KSCV.
Es bestanden
- reine Weinheimer SC in Karlsruhe, Stuttgart, Braunschweig, Freiberg, Aachen, Danzig und Clausthal
- SC mit WSC- und RSC-Corps in Dresden, Berlin, München und Breslau
- Weinheimer SC mit zugeordneten Corps in Hannover, Darmstadt und Berlin
- Rudolstädter SC in Bonn, Halle und Leipzig (mit jeweils drei Corps).

„Nun gab es eine Kösener-Weinheimer Zweisamkeit nicht nur in Berlin und München, sondern auch in Bonn, Köln (wo die dem Bonner SC zugehörige Guestphalia beheimatet war), Halle, Leipzig, Hamburg, Frankfurt, Marburg und Breslau. Zwar fielen nach Kriegsende die mittel- und ostdeutschen Hochschulorte Halle, Leipzig und Breslau als Corpsstandorte aus, dafür wuchsen dem WSC als Erbe der Auflösung von 1934/35 noch Corps an den Kösener Sitzen Kiel, Heidelberg und Göttingen zu. Bis 1953 war die Lage chaotisch, weil Einzel-SC in der Zeit der Wiedergründung SC-Rechte wahrnahmen und damit Corps bei sich renoncieren lassen konnten.“

Schließlich kam das vorläufige Ende für den WSC im Wintersemester 1935/36: auf einer außerordentlichen Tagung des WSC wurde am 20. Oktober 1935 die Auflösung des WSC beschlossen. Viele Corps existierten zwar als Kameradschaften im NSDStB weiter, ein verbindungsstudentisches Leben war jedoch aus damaliger Sicht für die Zukunft unmöglich geworden. Wegen eines Formfehlers bei der Zwangsauflösung erstand der WSC nochmals von 1936 bis 1938; da jedoch die meisten Corps bereits aufgelöst waren oder sich in Auflösung befanden, war das Wirken während dieser „Galgenfrist“ sehr eingeschränkt. 1940 war die Liquidation auch des WVAC abgeschlossen.

### Vom Zweiten Weltkrieg bis heute
In der Nachkriegszeit in Deutschland erklärte der WVAC seine Zwangsauflösung von 1938 für nichtig. In der Folge wurde der WSC 1949 als Dachverband der deutschen Corps vor allem an Technischen Hochschulen wiederbelebt. Die erste Verbandstagung des Altherrenverbandes WVAC nach dem Zweiten Weltkrieg fand vom 18. bis 21. Mai 1950 statt. Nachdem eine zunächst angestrebte Vereinigung mit dem KSCV gescheitert war, wurde der WSC in Weinheim am 23. Mai 1952 rekonstituiert. Lediglich auf örtlicher Ebene gelang es in einem Fall, die Vereinigung der beiden Verbände dauerhaft voranzutreiben. In München bildete sich der Münchner Senioren-Convent mit 11 Corps des KSCV, 7 Corps des WSC und einem verbandsfreien Corps. Ein WSC-Corps aus München (Rheno-Palatia) war in Erwartung einer baldigen deutschlandweiten Vereinigung vom WSC zum KSCV übergetreten. Rheno-Palatia ist daher das einzige Kösener Corps, dessen Wappen am Tor der Wachenburg angebracht ist. Der WSC ist seit 1955 mit dem Kösener Senioren-Convents-Verband der Corps an den Universitäten durch einen Kartellvertrag verbunden. Bereits 1921 kam es zu einem Zweckverband mit dem KSCV. Unter dem Namen Allgemeiner Deutscher SC-Verband wurde in hochschulpolitischen Fragen und in Fragen der corpsstudentischen Anschauungen kooperiert. Allgemein kam es in vielen Corps nach dem Zweiten Weltkrieg zu Diskussionen über die Beibehaltung oder Abschaffung des Fechtens von Mensuren. Die einen sahen es als erhaltenswertes Erziehungs- und Auswahlmittel, die anderen sahen es als überholtes Relikt einer vergangenen Zeit an. Die Diskussionen verdichteten sich in vielen Corps in den 1960er Jahren und führten dazu, dass zahlreiche Verbindungen, darunter auch Corps, das Fechten abschafften. Dies führte im WSC 1965 zum Austritt des Corps Bavaria Karlsruhe, einem der Gründungscorps des WSC. Trotz mancher Streitigkeiten – auch innerhalb der Corps selbst – hielt aber die überwiegende Mehrzahl der Corps am Mensurprinzip fest. Nach der sog. Wiedervereinigung gelang es, an vier Hochschulorten (Dresden, Freiberg, Magdeburg und Greifswald) in den neuen Ländern wieder WSC-Corps zu etablieren. Das Corps Saxo-Borussia Freiberg war das erste WSC-Corps, das nach der Wiedervereinigung in den neuen Ländern restituiert wurde. Im Oktober 2017 wurde zusammen mit den Organen des Kösener Senioren Convents-Verband ein Antrag auf die Aufnahme in das Bundesweite Verzeichnis des immateriellen Kulturerbes gestellt.
Im Sommersemester 2023 hatte der WSC insgesamt 9.608 Korporierte in 60 Corps. Diese verteilen sich auf 10 Seniorenconvents (SC) mit 8.210 Alten Herren, 764 Inaktiven und 446 Aktiven Corpsburschen sowie 131 Füchsen und 57 Inhabern der Corpsschleife. Der größte SC ist Hannover mit 13 Corps und 1.702 Alten Herren, gefolgt von Darmstadt mit 9 Corps und 1.222 Alten Herren. Die 10 größten Corps (nach Anzahl ihrer Alten Herren) rekrutieren sich aus nur insgesamt 4 der insgesamt 10 SC: Voran die SC zu Darmstadt und Clausthal mit jeweils 3 Corps, gefolgt von Aachen und Hannover mit jeweils 2 Corps.

## Interne Verbandspolitik
Kreispolitik wie bei den Kösener Corps ist im WSC eher unüblich.

### Freundschaftskartelle
- Das Blaue Kartell, das größte Kartell im WSC, bestehend aus dem Corps Saxo-Thuringia München, dem Corps Hannoverania Hannover, dem Corps Altsachsen Dresden und dem Corps Berlin. Das Kartell ist am 24. April 1874 aus früheren RSC-Corps hervorgegangen.
- Den Fünferbund, bestehend aus den ursprünglichen Ingenieurbünden den Corps Franconia Karlsruhe, Rhenania ZAB in Braunschweig, Stauffia Stuttgart, Slesvico-Holsatia Hannover und Saxonia-Berlin zu Aachen. Er wurde am 2. Juni 1897 gegründet.
- Den Viererbund, bestehend aus den ursprünglichen Ingenieurbünden den Corps Palaeo-Teutonia Aachen, Montania Clausthal, Teutonia Dresden und Teutonia Stuttgart.
- Das Saxen-Kartell ist ein eisernes Kartell[5]. Es besteht aus den ursprünglichen Ingenieurbünden den Corps Saxonia Hannover und Saxonia Karlsruhe sowie dem suspendierten Corps Saxonia Danzig. Es wurde am 11. Februar 1857 gegründet.
- Das Grüne Kartell, bestehend aus den früheren RSC-Corps Franconia Berlin zu Kaiserslautern, Normannia Hannover und der Suevo-Guestphalia München, besteht seit 1878. Die Corps im Grünen Kartell betrachten sich als „Ein Corps an drei Hochschulorten“.
- Das Weiße Kartell, bestehend aus den früheren RSC-Corps Irminsul, Marchia Greifswald (seit 1993) und Franco-Guestphalia.[6]

### Fünferbund

Fünferbundecke auf der Wachenburg (um 1910)

Der Fünferbund ist der größte Zusammenschluss von Corps innerhalb des WSC und nimmt daher innerhalb des Dachverbandes eine besondere Stellung ein. Bei den Sitzungen anlässlich der WSC-Tagung nach Errichtung der Wachenburg 1913 bis 1930 hatte der Fünferbund an der Mitteltafel des Festsaals seinen Platz. Der Fünferbund legte unter anderem fest, bei welchem Corps Angehörige von Fünferbundcorps zu verkehren hatten, wenn sie den Hochschulort wechselten. Die zuletzt 1929 revidierte Liste legte folgende Corps fest: Dresden – Teutonia, Freiberg – Saxo-Borussia, Aachen – Montania, Danzig – Borussia, Clausthal – Borussia, Breslau – Montania, Darmstadt – Rhenania und bis 1954 München – Rheno-Palatia. Nach 1980 wurden die Verkehrslisten nicht mehr erstellt. In der Burgschänke der Wachenburg befindet sich seit ihrer Einweihung im Jahr 1909 rechts neben dem Eingang die Fünferbundecke, die den Angehörigen des Bundes als Treffpunkt dient und mit deren Couleur geschmückt ist. Zu dem Fünferbund gehören Corps Franconia Karlsruhe, Rhenania ZAB in Braunschweig, Stauffia Stuttgart, Slesvico-Holsatia Hannover und Saxonia-Berlin zu Aachen.
Am 12. März 1863, also bereits 26 Tage vor Gründung des Weinheimer Senioren Convents, schlossen Franconia Karlsruhe und Rhenania Zürich, heute in Braunschweig ansässig, ein Kartell ab, das ununterbrochen bis in die Gegenwart Bestand hat. Durch Abschluss eines Freundschaftsvertrages zwischen Franconia und Rhenania, die mittlerweile nach Aachen verlegt worden war, auf der einen Seite sowie Stauffia Stuttgart und Slesvico-Holsatia auf der anderen Seite kam es am 4. Juli 1874 zur Gründung des Viererbundes. In dem Freundschaftsvertrag wurde vereinbart, in Fragen des WSC gemeinsam vorzugehen, sich gegenseitig in Notfällen durch Abgabe von Corpsburschen zu unterstützen, Corpslisten (Listen der Corpsangehörigen), CC-Meldungen (Meldungen über personelle Veränderungen im Corps wie Aufnahmen, Entlassungen, Ämterbesetzungen) sowie wichtige Beschlüsse der örtlichen Senioren-Convente mitzuteilen. Im Sommersemester 1892 schloss der Viererbund mit Saxonia-Berlin ein Vorstellungsverhältnis ab, nachdem die Corps des Berliner Senioren-Convents – die Corps der Technischen Hochschule Charlottenburg – am 1. Januar 1892 vollberechtigte Mitgliedscorps des WSC geworden waren. Am 2. Juni 1897 wurde der Viererbund aufgelöst und am selben Tage der Fünferbund, bestehend aus den Corps des aufgelösten Viererbundes und Saxonia-Berlin, neu gegründet.
Im Nachgang der Aufnahme der Angehörigen des Freien Corps Saxonia durch das Corps Saxonia-Berlin am 10. Mai 1930, die von einigen Corps als ein Verstoß gegen den Grundsatz, den Fünferbund nicht zu erweitern, angesehen wurde, hörte der Fünferbund zunächst auf zu bestehen, während das Kartell zwischen Rhenania und Franconia fortbestand. 1964 wurde von allen fünf Corps des früheren Fünferbundes ein Arbeitsvertrag abgeschlossen und 1980 der Fünferbund durch Abschluss eines neuen Freundschaftsvertrages wiederbegründet.

## Weinheimtagung auf der Wachenburg

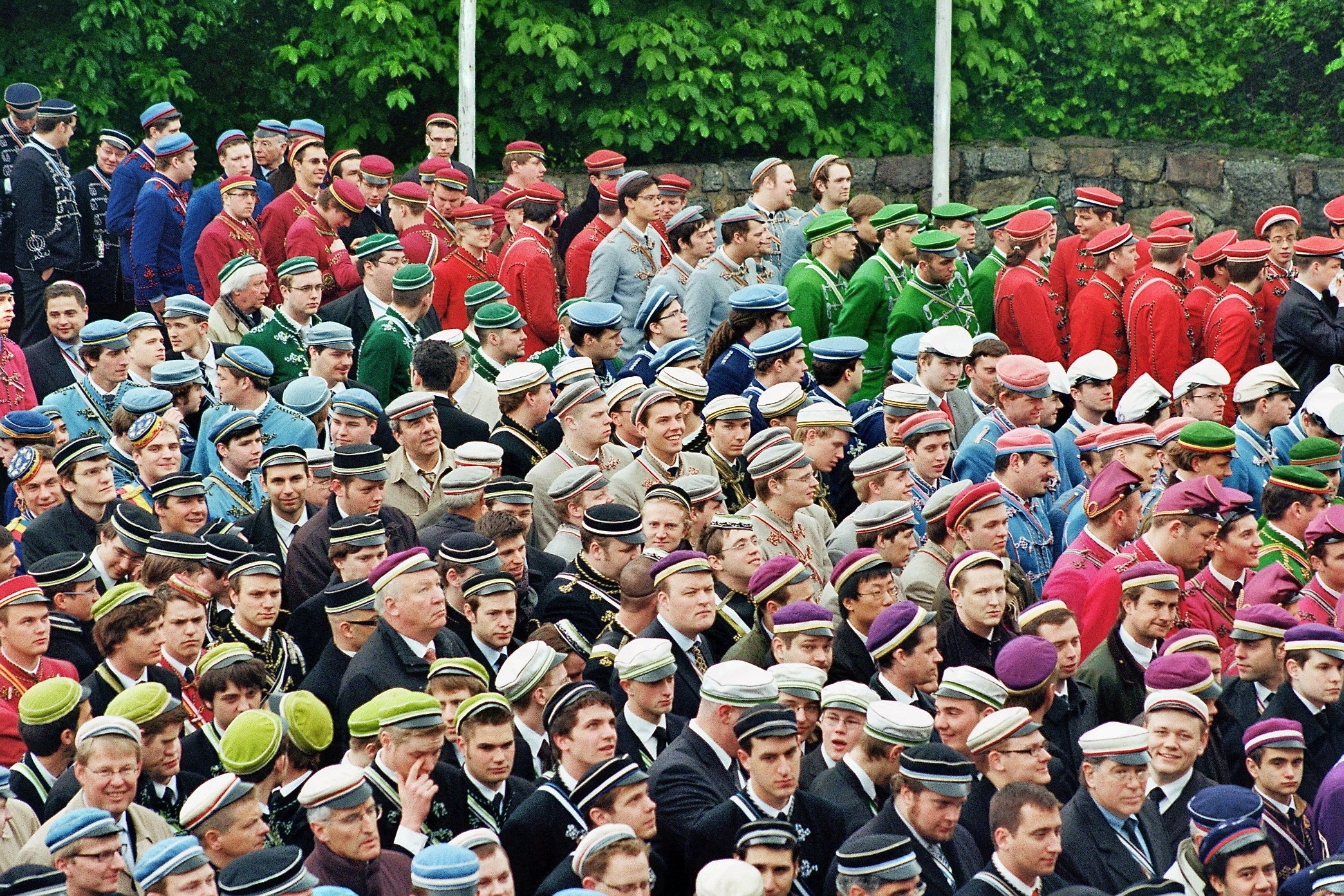
Weinheimer Corpsstudenten auf der Weinheimtagung 2010

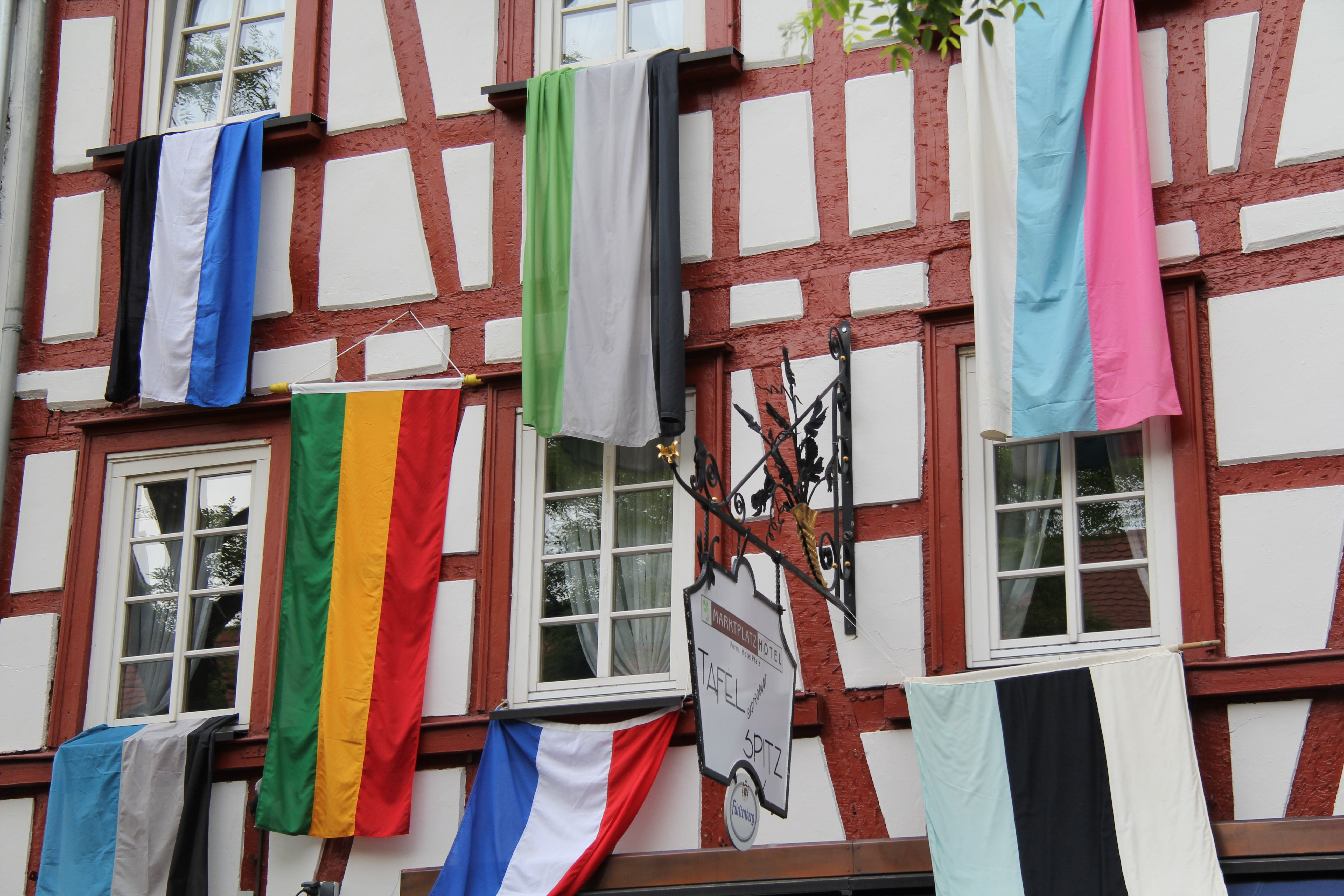
Weinheimer Haus mit Corpsfahnen (2012)

### Wachenburg
Von 1907 bis 1928 erbaute sich der WSC nach Plänen des Architekten Arthur Wienkoop Saxoniae Karlsruhe eine eigene Tagungs- und Begegnungsstätte in Weinheim. Die Wachenburg, eine moderne Höhenburg oberhalb Weinheim sollte auch bauliches Symbol der Gleichrangigkeit mit dem KSCV sein. Die Einweihung der Wachenburg erfolgte zum 50. Gründungsfest des Verbandes im Jahr 1913. Das Ehrenmal, ein wesentlicher Bestandteil der Burg, wurde 1928 eingeweiht und 1963 erweitert. In ihm wird auf Tafeln der Tausenden von Weinheimer Corpsstudenten gedacht, welche in den Kriegen von 1866 und 1870/71 sowie den beiden Weltkriegen ihr Leben im Felde verloren haben. Die Burg befindet sich mitsamt dem dazugehörigen Gelände seit 1964 wieder im Besitz des Altherrenverbandes WVAC.

### Weinheimtagung
Das höchste Gremium des WSC ist der ordentliche Weinheimer Senioren-Convent (oWSC), der traditionell am Freitag nach Christi Himmelfahrt stattfindet und auf dem jedes Corps Sitz und Stimme hat. Die zu diesem Convent gestellten Anträge werden anlässlich des tags zuvor stattfindenden Ältestenrat letztmals vorbereitet und vor der Diskussion und Abstimmung mit den Antragstellern besprochen. Der Verband der Alten Herren (WVAC) trifft sich ebenfalls am Freitag zu seiner Vollversammlung.
Am Samstagmorgen gedenken die Weinheimer Corpsstudenten am Ehrenmal der Wachenburg mit einer zeremoniellen Trauerfeier der toten Verbandsbrüder. Im anschließenden Festakt im Festsaal der Wachenburg werden Corpsstudenten aus den beiden Dachverbänden KSCV und WSC, die mit hohem Einsatz für ihren jeweiligen Bund herausragende Studienleistungen zu verbinden wussten, mit der Klinggräff-Medaille des Stiftervereins Alter Corpsstudenten e. V. ausgezeichnet.

## Verbundene Organisationen

### Weinheimer Verband Alter Corpsstudenten
Im Weinheimer Verband Alter Corpsstudenten e. V. (WVAC) sind die Alten Herren der Weinheimer Corps organisiert. Zu Beginn war der WSC ein reiner Verband der aktiven Corps, erstmals wurden ab 1877 auch Alte Herren zu den Verbandstagungen nach Weinheim eingeladen. Der WVAC wurde erst am 26. März 1903 auf maßgebliche Initiative von Aute Bode gegründet, damals noch unter dem Namen Weinheimer Altherren-Verband (WAHV); die Umbenennung erfolgte 1928. Der WVAC wird durch einen Vorstand geführt, der alle zwei Jahre neu gewählt wird. Im Gegensatz zum Vorort des WSC gibt es hierbei keine festgelegte Reihenfolge der örtlichen WVAC, vielmehr findet sich in freier Zusammensetzung eine Vorstandsmannschaft, welche sich auf der WVAC-Mitgliederversammlung zur Wahl stellt.

#### Vorsitzende

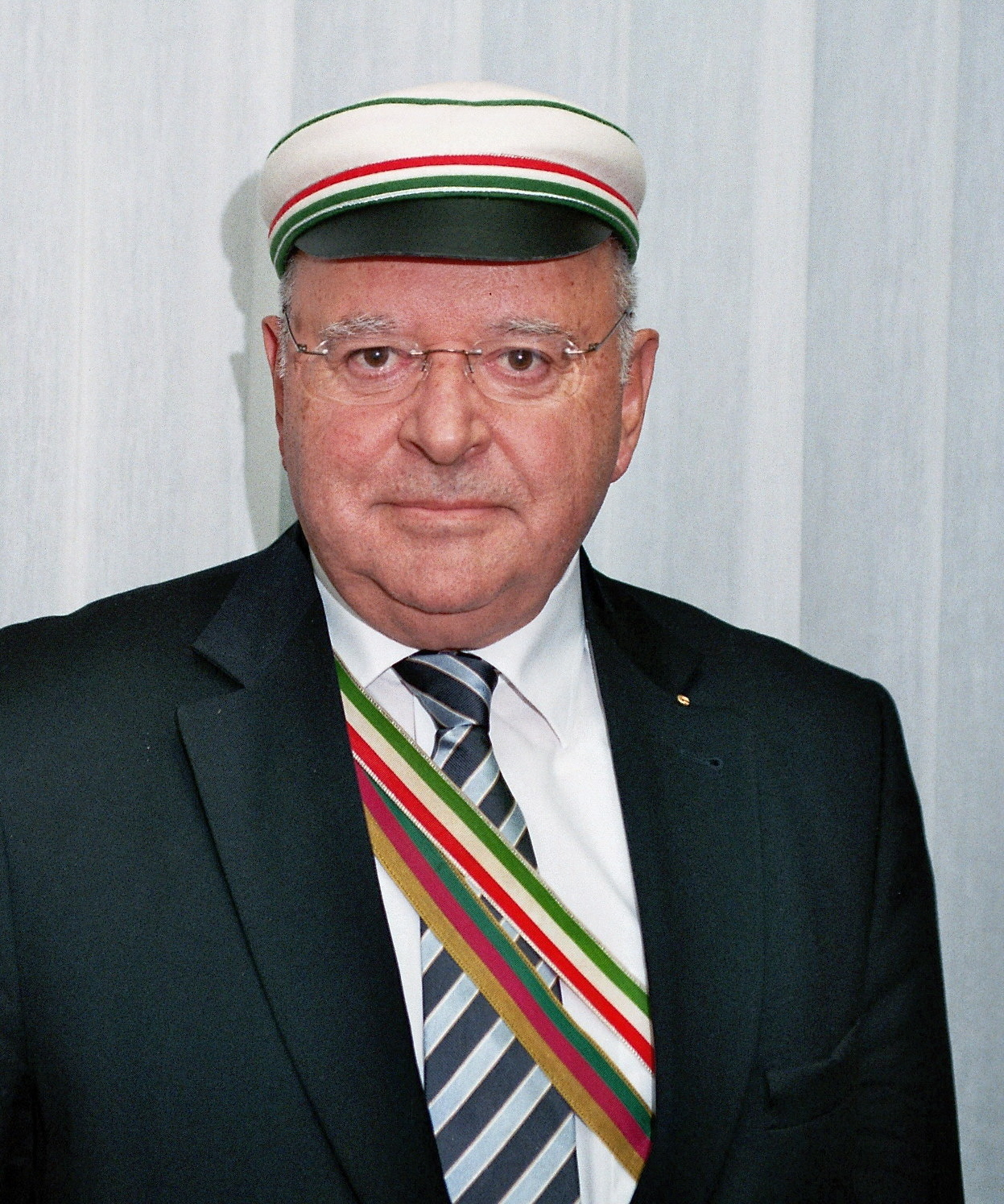
Klaus DeParade (2009)

- Aute Bode Saxoniae Hannover, 1903–1914[10]
- Emil Hartmann Alemanniae Hannover (jetzt Alemannia-Thuringia), 1914–1918
- Paul Anschütz Franconiae Freiberg (jetzt Franconia Fribergensis), 1920–1923
- Jean Liebrich Vitruviae, 1923–1930
- Fritz Koll Ostfaliae, 1931–1935
- Rudolf Schünemann Teutoniae Stuttgart, 20. Oktober 1935
- Carl Blumenthal Alemanniae Hannover et Thuringiae, 1935–1939
- Kurt Weizsaecker Alemanniae Karlsruhe, 1949–1951
- Ernst-Ludwig Simon Hassiae, 1951–1952
- Kurt Weizsäcker Alemanniae Karlsruhe, 1952–1954[11]
- Harald Wittmann Franconiae Karlsruhe, 1954–1956
- Fritz Wintgen Marko-Guestphaliae et Borussiae Danzig (jetzt Baltica-Borussia), 1956–1957
- Ernst Willms Saxoniae Hannover, 1957–1960
- Eduard Gautsch Teutonia-Hercyniae, 1960
- Walter Vogel Germaniae München, 1960–1962
- Ernst Lutz Guestphaliae München (jetzt Suevo-Guestphalia), 1962–1964
- Hermann Protzen Saxo-Montaniae, 1964–1968
- Theodor Hammerich Pomerania-Silesiae, 1968–1972
- Gustav Glunz Hannoverae, 1972–1980[12]
- Kurt-Heinz Geitner Frisiae, 1980–1982
- Karl-Heinz Herberger Rheno-Nicariae, 1982–1984
- Günter Schaaff Slesvico-Holsatiae, 1984–1985
- Manfred Mach Rheno-Guestphaliae (jetzt Corps Berlin), 1985–1987
- Hans-Joachim Rudolph Pomerania-Silesiae, 1987–1989
- Jürgen Michels Alemanniae München, 1989–1991
- Johann Peter Blank Saxoniae Karlsruhe et Saxoniae Hannover, 1991–1993
- Karl-Heinrich Harre Borussiae et Baltica-Borussiae, 1993–1995
- Rudolf Wohlleben Alemanniae Karlsruhe, 1995–1997
- Dieter Schmoeckel Teutoniae Berlin (jetzt Corps Berlin) et Rhenaniae Stuttgart, 1997–2000
- Burkhard Meister Hannoverae, 2001–2002
- Wulf Thommel Vitruviae, 2003–2004
- Burkhard Meister Hannoverae, 2005–2006
- Frieder Löhrer Saxo-Montaniae et Saxo-Borussiae, 2007–2009
- Klaus DeParade Teutonia-Hercyniae et Alemannia-Thuringiae, 2010–2011
- Marcel Hattendorf Rheno-Nicariae, 2012–2013
- Christian Possienke Saxoniae Hannover, 2014–2015
- Alexander Junge Pomerania-Silesiae et Alemannia-Thuringiae, 2016–2017
- Thomas Heglmeier Alemanniae München, 2018–2021
- Thomas Bobke Slesvico-Holsatiae, 2022–2023
- Daniel Saftig Normannia-Vandaliae, seit 2024

#### Ehrungen
Der WVAC verleiht für besondere Engagement für den Verband die Wachenburg-Medaille und den Ehrenteller.

### Archiv und Verbandszeitschriften des WSC
Das 1930 gegründete WSC-Verbandsarchiv befindet sich im Institut für Hochschulkunde an der Julius-Maximilians-Universität Würzburg.
Von 1895 bis 1921 gab der WSC die Corpsstudentischen Monatsblätter als Verbandszeitschrift heraus. 1922 wurden sie in WSC-Nachrichten umbenannt. Von 1932 bis 1935 kehrte man nochmals zum alten Titel zurück, bevor mit der Auflösung des WSC auch das zwischenzeitliche Ende für die Verbandszeitschrift gekommen war.
1953 entstand Die Wachenburg, die nach der Vereinigung mit der Deutschen Corpszeitung (DCZ), der Zeitschrift des KSCV, zunächst unter dem Titel Der Corpsstudent und seit 2000 unter dem Namen CORPS – das Magazin herausgegeben wird. Es erscheint vierteljährlich in Bad Kösen (ISSN 1615-8180).
Einst und Jetzt, das Jahrbuch des Vereins für corpsstudentische Geschichtsforschung, erscheint jährlich und ist im Buchhandel erhältlich.

### Stifterverein Alter Corpsstudenten
Der Stifterverein Alter Corpsstudenten ist ein eingetragener und gemeinnütziger Verein mit Sitz in Würzburg. Der Altherrenverband des Weinheimer Senioren-Convents ist dem Verein im Jahr 1991 beigetreten. Er fördert junge Corpsstudenten, die außergewöhnliche Studienergebnisse erzielt und überdurchschnittliches soziales Engagement bewiesen haben. Seit 1987 verleiht der Stifterverein Alter Corpsstudenten die Klinggräff-Medaille. Bis 1993 wurde die Medaille in Würzburg verliehen und seit 1994 im Rahmen eines Festaktes abwechselnd auf den Tagungen des Kösener Senioren-Convents-Verband (in Bad Kösen auf der Rudelsburg) und des Weinheimer Senioren-Convent (in Weinheim auf der Wachenburg) verliehen. Seit der Gründung des Stiftervereins wurden 130 Preisträger mit der Medaille ausgezeichnet (Stand Ende 2012).
Mit der Medaille und einer Dotation von aktuell 4000 € werden junge Corpsstudenten ausgezeichnet, die sich durch
1. vorbildliche Corpsaktivität,
2. überragende Studienleistungen und
3. engagierten Dienst am Gemeinwohl

hervorgetan haben.

### Verein für corpsstudentische Geschichtsforschung
Der Verein für corpsstudentische Geschichtsforschung ist ein akademischer Geschichtsverein, der sich der Hochschul- und Studentengeschichte widmet. Im Mittelpunkt steht die Geschichte der Studentenverbindungen in Mitteleuropa. Mit knapp 1.300 Mitgliedern (Juni 2017) gehört er zu den größten Vereinigungen seiner Art. Mit zwei Mitgliedern des Corps Cisaria ist der WSC in der Führung des Vereins für corpsstudentische Geschichtsforschung vertreten.

## Beziehungen zu anderen Verbänden
Der WSC ist Mitbegründer der 1951 ins Leben gerufenen Arbeitsgemeinschaft Andernach der mensurbeflissenen Verbände (AGA). Seit 1955 ist er zudem durch einen Kartellvertrag mit dem Kösener Senioren-Convents-Verband (KSCV) verbunden, dem vor allem die Corps an den klassischen Universitäten angehören. Dieser Vertrag ermöglicht es Corpsstudenten aus beiden Verbänden, Mitglied in Corps beider Verbände zu werden. Ab den 1950er Jahren engagierte sich der WSC in der Hochschulpolitik und im Convent Deutscher Korporationsverbände (CDK). Nach einem Eklat beim Festakt der Korporationen 1998 in der Frankfurter Paulskirche trat der WSC 1999 aus dem CDK aus. Nach Meinung der beiden Corpsverbände KSCV und WSC hatte die Deutsche Burschenschaft einen zu großen und negativen Einfluss auf die Veranstaltung genommen. Die Corps beschlossen daher, nicht mehr länger mit Burschenschaften zu kooperieren. Dies wurde ausdrücklich damit begründet, dass es in den Reihen der Burschenschaften zu enge personelle und ideelle Verbindungen zu rechtsextremistischem und nationalistischem Gedankengut gibt. Nur mit dem Coburger Convent (CC) als drittem pflichtschlagendem Verband finden auch heute noch die sog. „Dreiverbändegespräche“ auf Vorortebene statt, in denen die jeweiligen Belange geklärt werden. Eine darüber hinausgehende Zusammenarbeit mit dem CC ist derzeit nicht angedacht. Seit einigen Jahren finden gegenseitige Besuche mit Vertretern der amerikanischen Fraternity Tau Kappa Epsilon statt. Deren Organisation unterscheidet sich wesentlich vom deutschen System. Trotzdem gibt es viele Gemeinsamkeiten, vor allem zum Ehrenstandpunkt und in Fragen der politischen und religiösen Toleranz.

## Bekannte Weinheimer Corpsstudenten

### Erfinder und Pioniere
alphabetisch sortiert

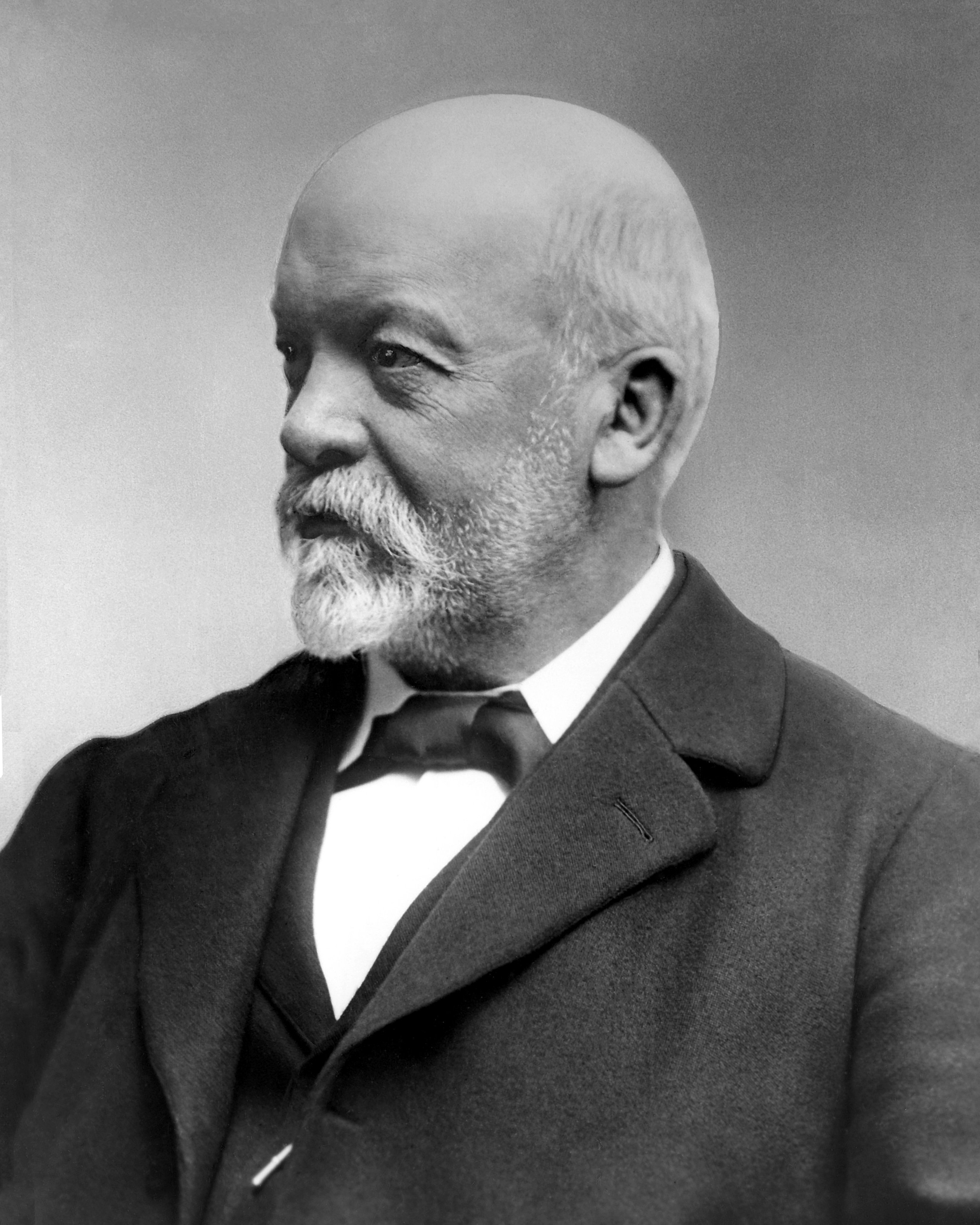
Gottlieb Daimler, Ingenieur und Fahrzeugbaupionier

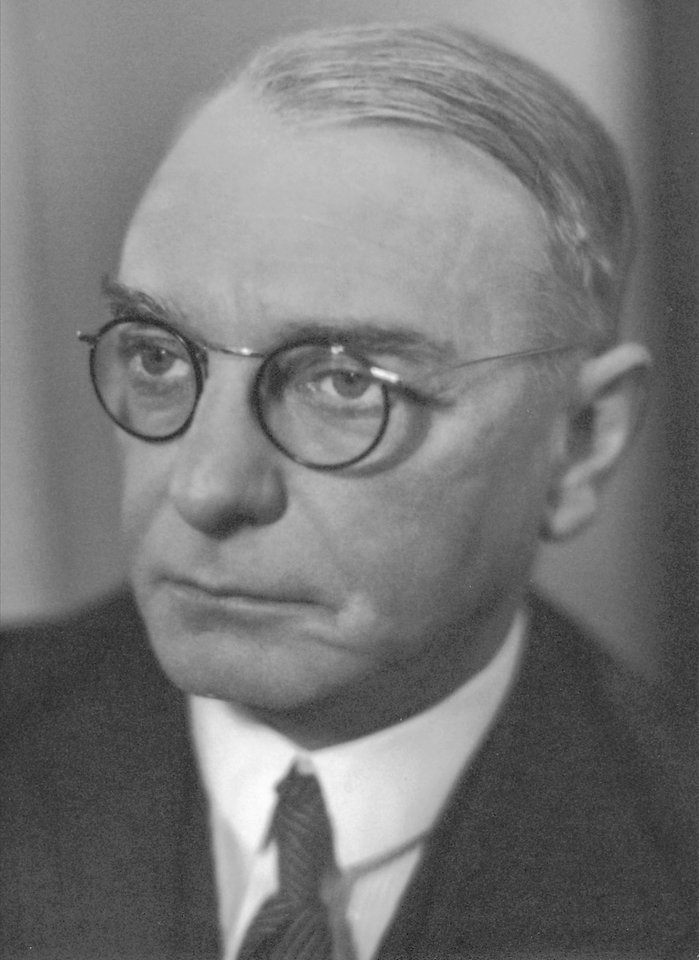
Hugo Henkel (1930), Chemiker, Industrieller und Erfinder des Waschmittels Persil

Heinrich Beckurts Teutonia-Hercynia Braunschweig • Bodo von Borries Saxonia Karlsruhe • Wilhelm Breithaupt Saxonia Karlsruhe • Heinrich Büssing Teutonia-Hercynia Braunschweig • Alexander Cassinone Saxonia Karlsruhe • Otto Colberg Thuringia Dresden • Wilhelm Cornelius Franconia Darmstadt • Gottlieb Daimler Stauffia Stuttgart • Max von Duttenhofer Teutonia Stuttgart • Arthur Eichengrün Montania Aachen • Rudolf Erdmenger Vitruvia München • Abraham Esau  Silingia Breslau •  Guido Fischer Cheruscia Berlin • Ernst Grahn Slesvico-Holsatia • Hugo Henkel Stauffia Stuttgart • Emile Hiertz Montania Aachen • Roland Irmann Marko-Guestphalia Aachen • Hugo Junkers Delta Aachen • Ernst Körting Obotritia Darmstadt • Friedrich August Köttig Montania Freiberg • Heinrich Gottlieb Kühn Montania Freiberg • Gustav Lachmann Hassia Darmstadt • Ferdinand von Lochow Agronomia Hallensis zu Göttingen • Julius Lott Saxonia Karlsruhe • Hinrich Magens Ostfalia Hannover • Fritz Marguerre Marko-Guestphalia Aachen • Waldemar Petersen Rhenania Darmstadt • Ludwig Reiner Germania Hohenheim • Paul Reißer Stauffia Stuttgart • Friedrich Rösch Stauffia Stuttgart • Fritz Rothe Montania Aachen • Wilhelm Ruhl Saxonia-Berlin zu Aachen • Paul Scheunemann Saxonia-Berlin zu Aachen • Rudolf Schmick Cheruskia Karlsruhe • Alfred Schmidt Marchia Braunschweig • Hugo Schoellkopf Stauffia Stuttgart • Jacob Frederick Schoellkopf junior Stauffia Stuttgart • Otto Schott Teutonia-Hercynia Braunschweig • Otto Siemen Marchia Braunschweig • Hermann Sinnhuber Albingia Dresden zu Aachen • Kurt Stapelfeldt Irminsul Hamburg • Georg Stauber Rheno-Palatia München • Adalbert Stengler Vitruvia München • Emil Striebeck Franconia Karlsruhe, Rhenania Braunschweig • Franz Trinks Alemannia Hannover • Hermann Vering Slesvico-Holsatia

### Wirtschaftsführer
alphabetisch sortiert

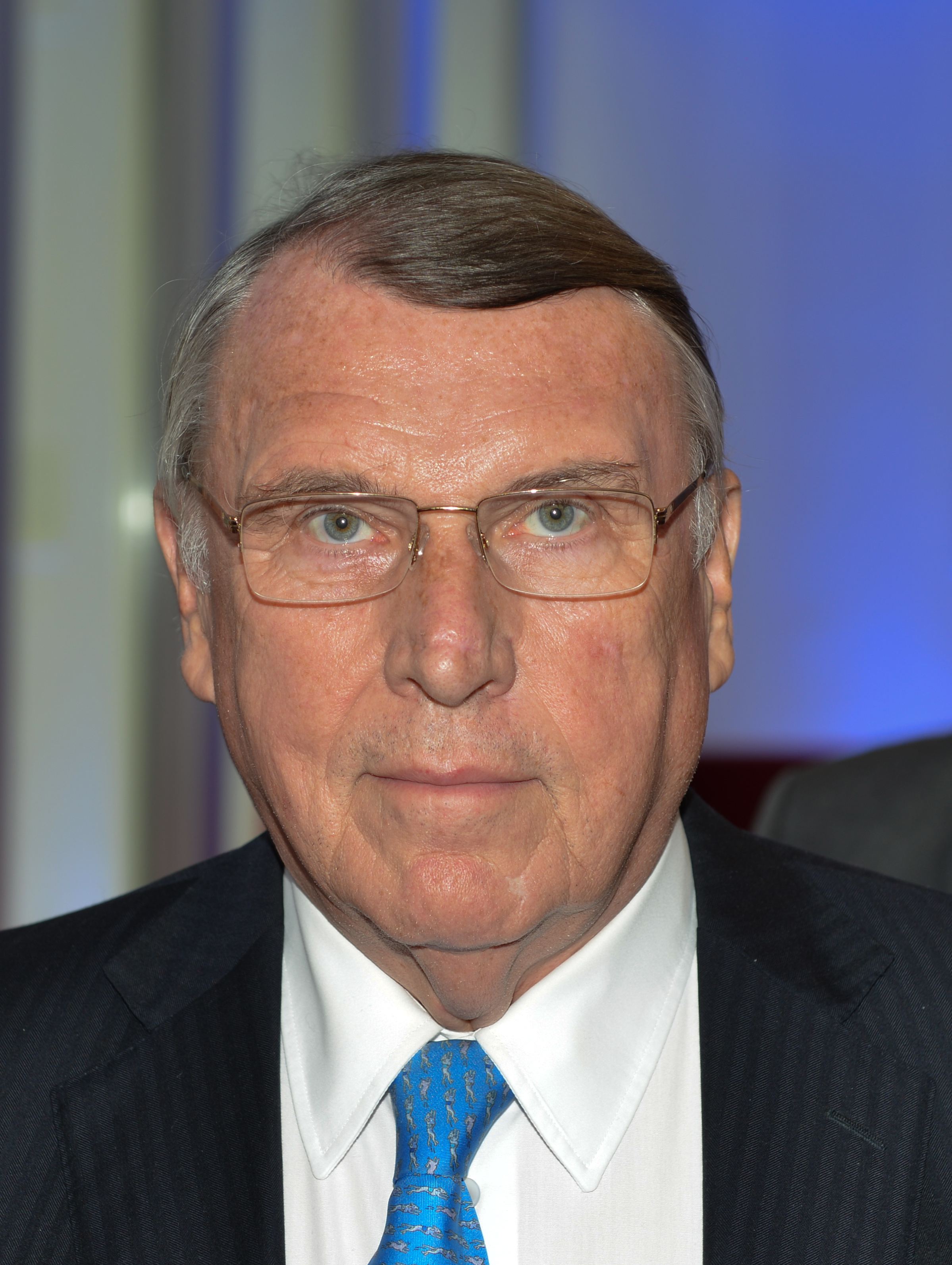
Klaus Mangold (2014), ehemaliger Vorstand der DaimlerChrysler AG und Aufsichtsratsvorsitzender der TUI AG

Walter Alberts Saxo-Borussia Freiberg • Alfred Ammelburg  Cisaria München •

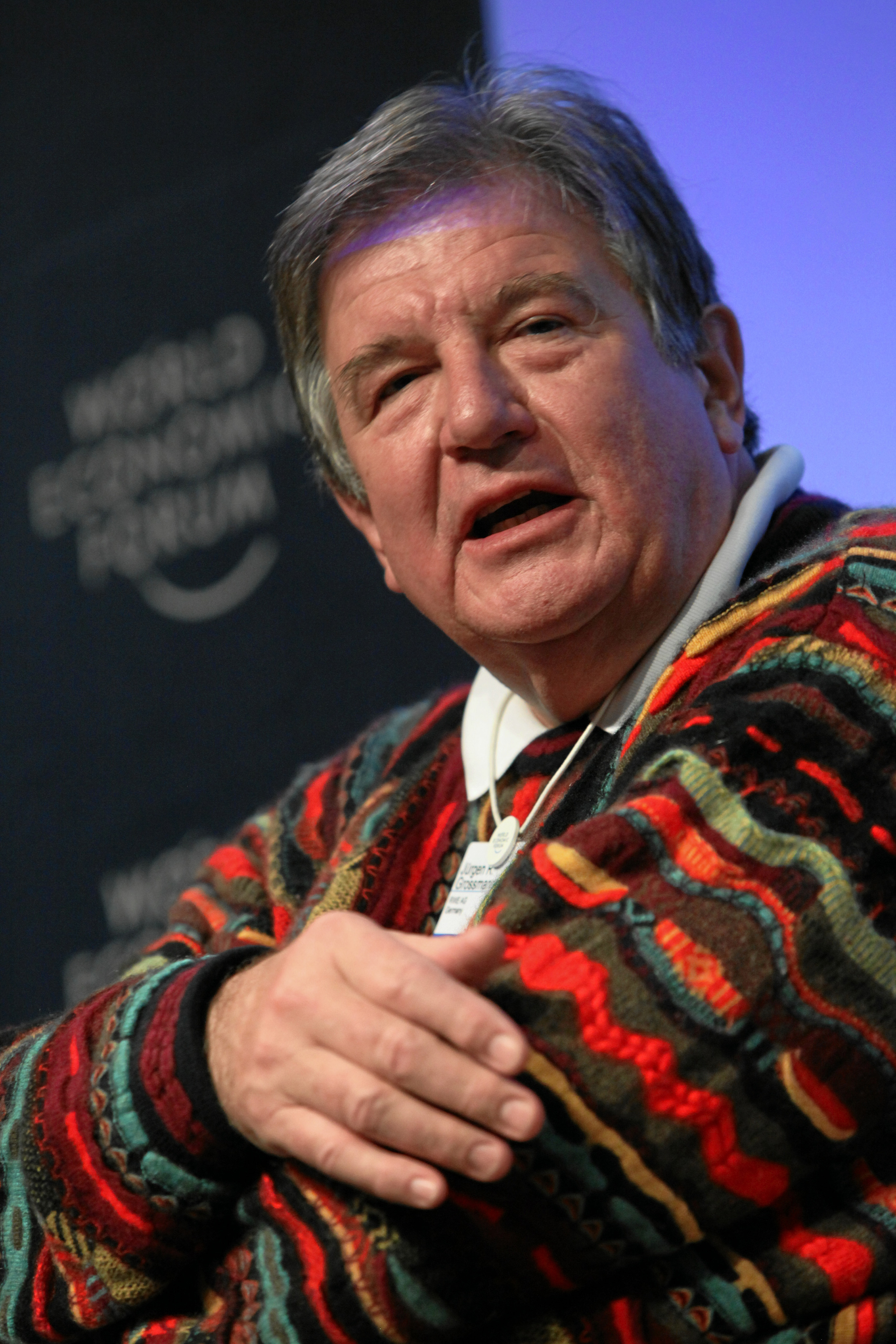
Jürgen Großmann (2009), ehemaliger Vorstandsvorsitzender der RWE AG und Alleingesellschafter der Georgsmarienhütte Unternehmensgruppe

Karl Eugen Becker Rhenania Stuttgart • Friedrich Bischof Saxonia-Berlin zu Aachen •
Georg Blanchart Saxonia-Berlin zu Aachen • Carl-Friedrich Böninger Alemannia Karlsruhe •
Hugo Borbeck Friso-Cheruskia Karlsruhe • Walter Borbet Franconia Karlsruhe, Borussia Clausthal • Robert Brenner Montania Aachen • Horst Brunnemann Franconia Freiberg • Alfred Colsman Rheno-Guestphalia Berlin • Carl Coninx Rheno-Guestphalia Berlin • Klaus DeParade Teutonia-Hercynia Braunschweig, Alemannia-Thuringia zu Magdeburg • Georg Du Bois Teutonia Freiberg • Hermann Eichmeyer Montania Clausthal • Kurt Erdmann Rosenthal Saxonia-Berlin zu Aachen, Rhenania Braunschweig, Franconia Karlsruhe • Wilhelm Esser Montania Breslau • Karl Eymann Germania München • Adalbert Flaccus Saxo-Borussia Freiberg, Montania Freiberg • Karl Foerster Saxonia Karlsruhe • Josef Follmann Saxo-Borussia Freiberg • Hermann Franz Franconia Karlsruhe • John C. Funch Germania Hohenheim • Fritz Gajewski Markomannia Bonn • Hermann Gehl Saxonia-Berlin zu Aachen • Karl Theodor Geilenkirchen Montania Aachen • Julius Geyer Rheno-Palatia München • Hans Gissel Marko-Guestphalia Aachen • Adolf Görz Saxo-Borussia Freiberg, Teutonia Freiberg • Bernhard Grau Montania Aachen • Georg Gregersen de Saàg Saxonia-Berlin zu Aachen • Julius Grillo Montania Clausthal • Karl Grosse Bavaria Karlsruhe • Jürgen Großmann Montania Clausthal, Hasso-Borussia (KSCV) • Carl Hagemann Hannovera Hannover • Friedrich Georg Hamann Marchia Braunschweig • Fritz Harney Montania Clausthal • Dietmar Harting Suevo-Guestphalia München, Normannia Hannover • Wilhelm Heinrich Hannovera Hannover • Franz Hellberg Montania Clausthal • Ernst Heller Frisia Karlsruhe • Balthasar Herberz Rhenania Braunschweig, Montania Freiberg • Emil Holz Stauffia Stuttgart • Hans Honsel Montania Aachen • Robert Hopfelt Rhenania Darmstadt • Kurt Howaldt Bavaria Karlsruhe • Johann Hubert Inden Rheno-Guestphalia Berlin • Carl Jaeger Borussia Clausthal, Montania Clausthal • Peter Jühling Franconia Darmstadt • Arnold Jung Montania Aachen • Bernhard Kapp Stauffia Stuttgart • Peter Kehl Saxonia-Berlin zu Aachen, Rhenania Braunschweig • Walter Keidel Germania Hohenheim • Helmut Kilpper Germania Hohenheim • Fritz Kintzlé Montania Aachen • Jochen Friedrich Kirchhoff Hercynia Clausthal • Jacob Klein Bavaria Karlsruhe • Adolf Klinkenberg Montania Aachen • Heinrich Klostermann Alemannia Karlsruhe • Carl Emanuel Knorr Teutonia Stuttgart • Carl Knott Germania München • Julius Kohl Vitruvia München • Eberhard von Kuenheim Teutonia Stuttgart • Christian Kuhlemann Saxonia Hannover • Christian Kühn Franconia Freiberg • Carl Kühne Saxonia-Berlin zu Aachen, Pomerania-Silesia Bayreuth • Roland Lacher  Cisaria München • Wilhelm Lax Teutonia Dresden • Wulf Dietrich Liestmann Hercynia Clausthal • Gottlieb Matthias Lippart  Cisaria München • Hans Ludewig Altsachsen Dresden • Eckardt Lufft Bavaria Stuttgart • Klaus Mangold Suevo-Guestphalia München • Gustav Martin Franconia Karlsruhe, Montania Aachen • Fritz Medicus Germania München • Siegfried Meurer Altsachsen Dresden • Gustav Möllenberg Montania Aachen • Klaus Nürnberg Montania Aachen • Gustav Poel Montania Aachen • Julius Pohlig jun. Cheruskia Karlsruhe • Franz Pollmann Cisaria München • Carl Proebst Alemannia München • Ferdinand Raab Montania Clausthal • Karl Raabe Saxonia-Berlin zu Aachen • Hans Albert Rooschüz Saxonia-Berlin zu Aachen • Reinhard Röpke Stauffia Stuttgart • Fritz Rothe Montania Aachen • Friedrich Schaarschmidt Vitruvia München • Theodor Schapp Berolina Berlin • Hans-Jürgen Schinzler Vitruvia München • Gerhard Schloemer Montania Aachen • Alfred Schmidt Marchia Braunschweig • Jürgen Schneider Hassia Darmstadt • Wolf-Dieter Schneider Marko-Guestphalia Aachen, Cheruscia Berlin • Max Schoeller Bavaria Karlsruhe • Karl Schuh Hercynia Clausthal • Adolf Eugen Schulte Hannovera Hannover • Gabriel Ritter von Sedlmayr Germania München • Hermann Sinnhuber Albingia Dresden zu Aachen • Hermann Spamer Teutonia Gießen (KSCV), Franconia Freiberg, Tauriscia Leoben • Joseph Spohr Saxonia-Berlin zu Aachen • Friedrich Springorum Montania Aachen • Fritz Springorum Montania Aachen • Wilhelm Stein Hannovera Hannover, Berolina Berlin • Gustav Weinholz Hercynia Clausthal • Otto Friedrich Weinlig Alemannia Hannover, Teutonia-Hercynia Braunschweig • Heinrich Weiss Frisia Braunschweig, Saxo-Thuringia München • Gustav Wesemann Hannovera Hannover • Yamamoto Teijirō Germania Hohenheim • Wilhelm Zaeringer Saxonia Karlsruhe • Carl Zimmerer Altsachsen Dresden

### Architekten
alphabetisch sortiert

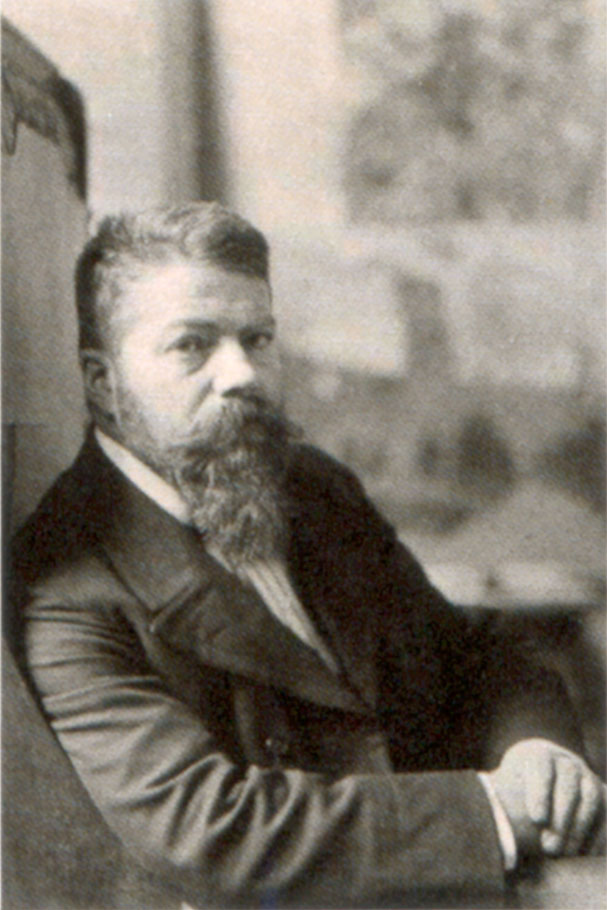
Hermann Billing (um 1909), bedeutender Vertreter des Jugendstils in Karlsruhe und ganz Südwestdeutschland

Arnold Bachofen Rhenania Braunschweig, Helvetia Zürich • Hermann Billing Cheruskia Karlsruhe • Alfred Friedrich Bluntschli Frisia Karlsruhe • Fritz August Breuhaus de Groot Stauffia Stuttgart • Theodore Brune Franconia Karlsruhe, Rhenania Braunschweig • Ernst Bühring Saxonia Hannover • Gustav von Cube Macaro-Visurgia Hannover • Georg Dinklage Slesvico-Holsatia • Carl Eduard Dippell Slesvico-Holsatia •
Karl Siegfried Döhring Berolina Berlin • Martin Dülfer Macaro-Visurgia Hannover • Josef Durm Bavaria Karlsruhe • Hans Erlwein Germania München • August Esenwein Stauffia Stuttgart • August Exter Rheno-Palatia München • Carl-Friedrich Fischer Slesvico-Holsatia •
Richard Fischer Ostfalia Hannover • Léon Fulpius Rhenania Braunschweig • Arthur Hugo Göpfert Franco-Marcomannia Dresden • Julius Groeschel Vitruvia München •
Reinhold Guleke Baltica Danzig • Wilhelm Hauers Slesvico-Holsatia • Adolf Helbling Franconia Karlsruhe, Vandalia Karlsruhe •
Johann Mathias von Holst Frisia Karlsruhe, Baltica Danzig • Moritz von Horstig Saxonia Karlsruhe • Friedrich Jenner Guestphalia Berlin, Saxonia-Berlin • Hugo Keuerleber Rhenania Stuttgart • Arthur Kickton Saxonia-Berlin zu Aachen • Hermann Klette Altsachsen Dresden •
Karl Kröck Normannia-Vandalia München • Friedrich Larouette Vitruvia München • Georg Lasius Saxonia Hannover • Robert Leibnitz Saxonia-Berlin zu Aachen • Alexander von Lersner Bavaria Karlsruhe • Eduard Linse Teutonia Braunschweig • William Lossow Thuringia Dresden • Fritz Lotz Rhenania Braunschweig, Helvetia Zürich •
Friedrich Löwel Vitruvia München • Wilhelm Lüer Saxonia Hannover • Ludwig Marckert Germania München • Paul Meissner Pomerania-Silesia Bayreuth • Emil Rudolf Mewes Franconia Karlsruhe • Eugen Michel Pomerania-Silesia Bayreuth • Wilhelm Neveling Berolina Berlin • Arnold Nöldeke Macaro-Visurgia Hannover • Johannes Otzen Slesvico-Holsatia • Ludwig Paffendorf Saxonia-Berlin zu Aachen, Stauffia Stuttgart • Arthur Pfeifer Saxonia Karlsruhe • Stephan Prager Hassia Darmstadt • Robert Raschka Rhenania Braunschweig • Adolf Rauchheld Pomerania-Silesia Bayreuth • Simon Theodor Rauecker Cisaria München • Robert von Reinhardt Rhenania Stuttgart • Aribert Rödel Rheno-Palatia München • Otto Ruprecht Hannovera Hannover • Walter Sartorius Bavaria Stuttgart • Richard Schachner Cisaria München • Hermann Schaedtler Saxonia Hannover • Leonhard Schaufelberger Rhenania Braunschweig • Otto Scheib Suevia München (KSCV), Friso-Luneburgia • Hugo Schlösser Teutonia Stuttgart • Paul Schondorf Rhenania Braunschweig • Werner Schuch Slesvico-Holsatia • Eckhard Schulze-Fielitz Marko-Guestphalia Aachen • Carl Schumann Stauffia Stuttgart • Gabriel von Seidl Germania München • Manfred Semper Rhenania Braunschweig • Carl Sieben Delta Aachen • Wilhelm Bäumer Stauffia Stuttgart • Karl Spatz Vitruvia München • Konrad von Steiger Stauffia Stuttgart, Franconia Karlsruhe • Emil Thormählen Ostfalia Hannover • Fritz Torno Neo-Franconia Breslau, Normannia Hannover • Heinrich Wagner Stauffia Stuttgart • Ludwig Wagner-Speyer Rheno-Palatia München • Ferdinand Wallbrecht Saxonia Hannover • Eduard Wendebourg Hannovera Hannover • Arthur Wienkoop Saxonia Karlsruhe • Paul Wiesert Saxonia-Berlin zu Aachen • Albert Winkler Slesvico-Holsatia • Wilhelm Wittmann Vitruvia München • Otto Wöhlecke Slesvico-Holsatia • Franz Zwick Saxonia-Berlin zu Aachen

### Rektoren und Präsidenten von Universitäten

#### Technische Universitäten und Bergakademien
nach Hochschulorten alphabetisch geordnet
- RWTH Aachen (TU9) – Wilhelm Borchers Marko-Guestphalia Aachen • Ernst Friedrich Dürre Montania Aachen EM • Paul Gast Saxonia-Berlin zu Aachen • Otto Gruber Friso-Cheruskia Karlsruhe • August Hirsch Delta Aachen • Friedrich Klockmann Hercynia Clausthal • August Schwemann Teutonia Freiberg, Montania Clausthal
- Technische Universität Berlin (TU9) – Rudolf Drawe Pomerania-Silesia Bayreuth, Berolina Berlin, Saxonia-Berlin zu Aachen • Hermann Immanuel Rietschel Altsachsen Dresden
- Technische Universität Braunschweig (TU9) – Wilhelm Schlink Chattia Darmstadt
- Technische Universität Clausthal (Bergakademie) – Lothar Birckenbach Montania Clausthal • Johannes Galli Montania Freiberg • Walter Knissel Saxonia-Berlin zu Aachen • Otto Rellensmann Saxonia-Berlin zu Aachen
- Technische Universität Danzig – August Wagener Delta Aachen, Borussia Danzig
- Technische Universität Darmstadt (TU9) – Enno Heidebroek Altsachsen Dresden • Wilhelm Schlink Chattia Darmstadt • Arthur Wienkoop Saxonia Karlsruhe
- Technische Universität Dresden (TU9) – Hans Görges Altsachsen Dresden • Enno Heidebroek Altsachsen Dresden • Adolph Nägel Thuringia Dresden
- Technische Universität Bergakademie Freiberg – Ernst Diepschlag Marko-Guestphalia Aachen • Theodor Erhard Saxo-Borussia Freiberg • Friedrich Kolbeck Franconia Freiberg • Karl-Friedrich Lüdemann Saxo-Borussia Freiberg, Montania Freiberg • Theodor Richter Saxo-Borussia Freiberg • Clemens Winkler Franconia Freiberg
- Leibniz Universität Hannover (TU9) – Albert Frank (Ingenieur) Obotritia Darmstadt • Franz Frese Hannovera Hannover
- Technische Universität Ilmenau – Georg Schmidt Hannovera Hannover
- Karlsruher Institut für Technologie (TU9) – Otto Haxel Cisaria München
- Technische Universität München (TU9) – Herbert Kupfer Germania München
- Universität Stuttgart (TU9) – Alexander Gutbier Teutonia Dresden •  Jakob Johann von Weyrauch Helvetia Zürich, Tigurinia Zürich (KSCV)

#### Universitäten und weitere gleichgestellte Hochschulen
nach Hochschulorten geordnet

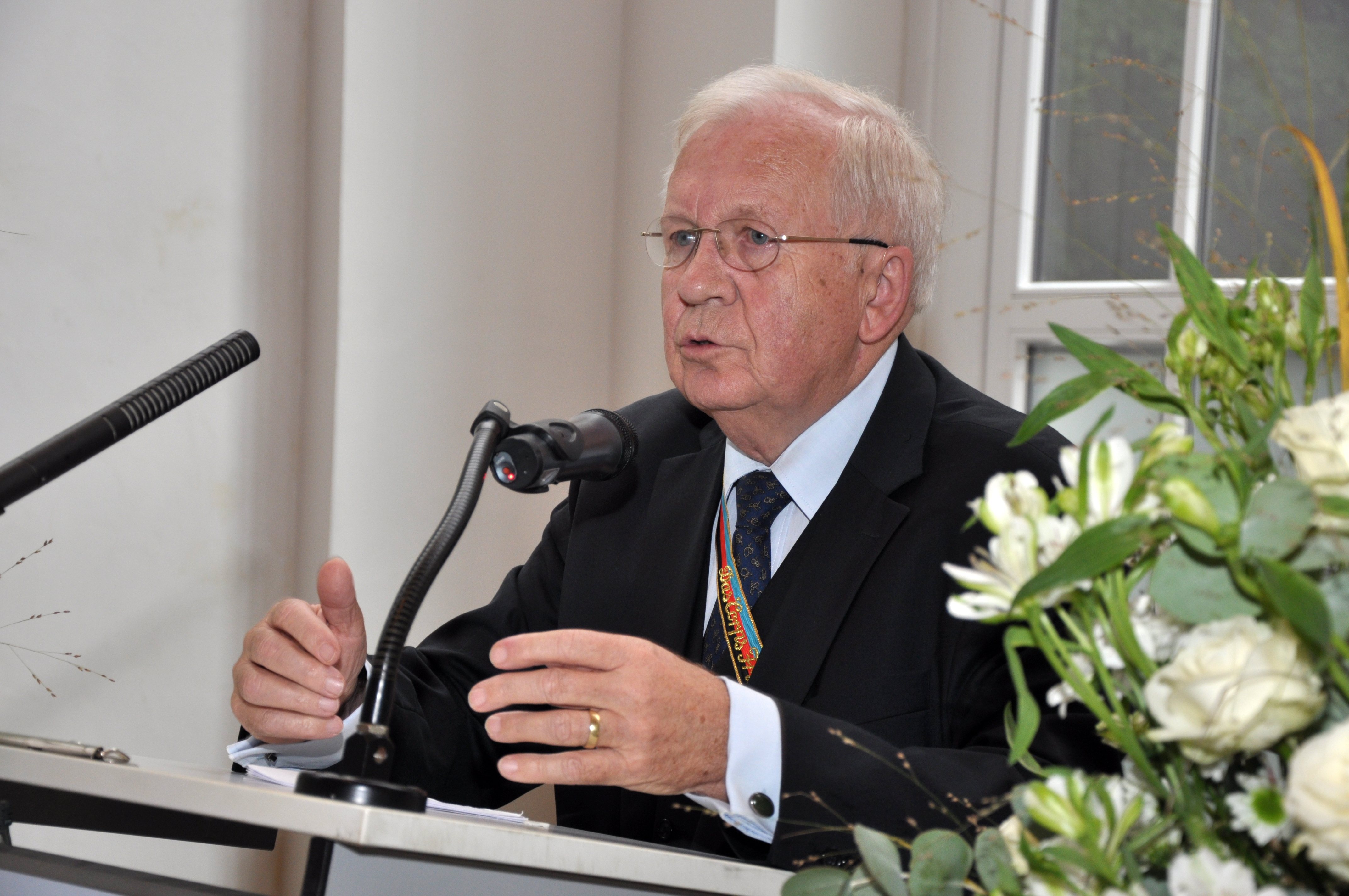
George Turner (2015), Präsident der Universität Hohenheim, Präsident der Westdeutschen Rektorenkonferenz (1979–1983), Senator für Wissenschaft und Forschung des Landes Berlin (1986–1989)

- Universität Athen – Anastasios Christomanos Saxonia Karlsruhe
- Handelshochschule Berlin – Heinrich Nicklisch Hermunduria Leipzig zu Mannheim, Hansea Mannheim-Heidelberg
- Landwirtschaftliche Hochschule Berlin (heute HU Berlin) – Christian August Vogler Freies Saxonia Berlin
- Tierärztliche Hochschule Hannover – Horst Frerking Normannia Hannover • Bernard Malkmus Normannia Hannover • Alfred Trautmann Albingia Dresden zu Aachen, Saxo-Thuringia München, Hannoverania Hannover
- Universität Göttingen – Emil Woermann Agronomia Hallensis zu Göttingen
- Universität Greifswald – Max Bleibtreu Corps Marchia Greifswald
- Universität Hohenheim – Adolf Münzinger Germania Hohenheim • George Turner Frisia Göttingen
- Universität Jena – Abraham Esau  Silingia Breslau – Alexander Gutbier Teutonia Dresden
- Handelshochschule Leipzig – Balduin Penndorf Hermunduria Leipzig zu Mannheim
- Universität Rostock – Franz Honcamp Saxonia-Berlin zu Aachen, Stauffia Stuttgart
- Universität für Bodenkultur Wien – Gustav Hempel Saxo-Borussia Freiberg
- Universität Zürich – Eduard Osenbrüggen Baltica Zürich, Baltica Danzig

### Preisträger von bedeutenden Wissenschaftspreisen

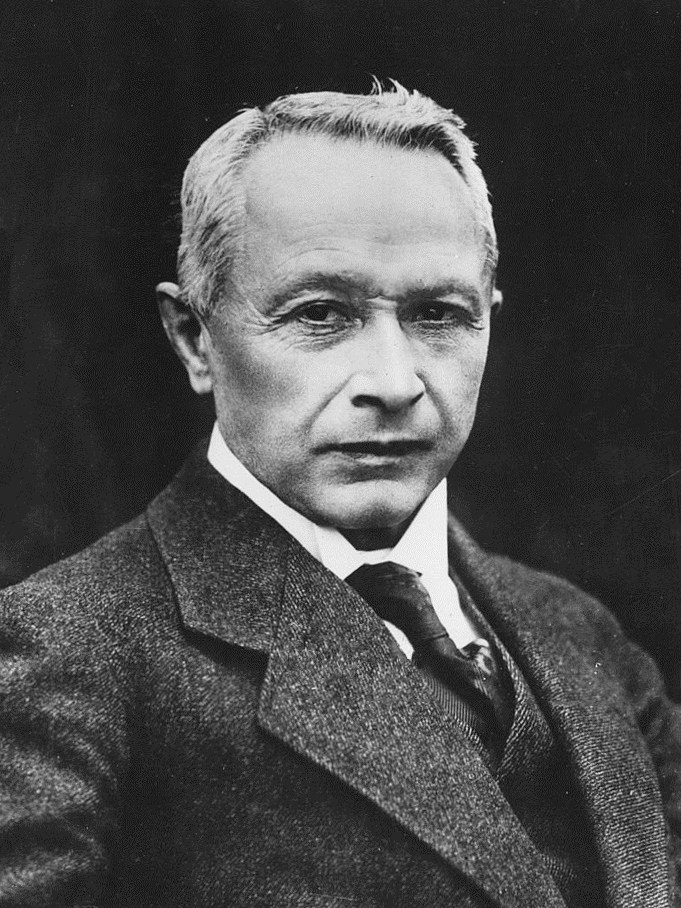
Hugo Junkers (1920)

- Rudolf Eucken (1846–1926) Frisia Göttingen – Er war ein Philosoph und erhielt 1908 den Nobelpreis für Literatur.
- Hugo Junkers (1859–1935) Turnerschaft Rhenania Berlin (CC), Delta Aachen – Er war Professor für  Thermodynamik, Luftfahrzeugkonstrukteur und erhielt 1930 den Werner-von-Siemens-Ring
- Bodo von Borries  (1905–1956) Saxonia Karlsruhe – Er war Miterfinder des Elektronenmikroskops und erhielt 1941 die silberne Leibniz-Medaille der Preußischen Akademie der Wissenschaften
- Siegfried Meurer  (1908–1997) Altsachsen Dresden – Er war Ingenieur für Verbrennungsmotoren, Entwickler des MAN-M-Motors und erhielt 1968 den Werner-von-Siemens-Ring

### Politiker auf höherer, oberer und mittlerer Ebene

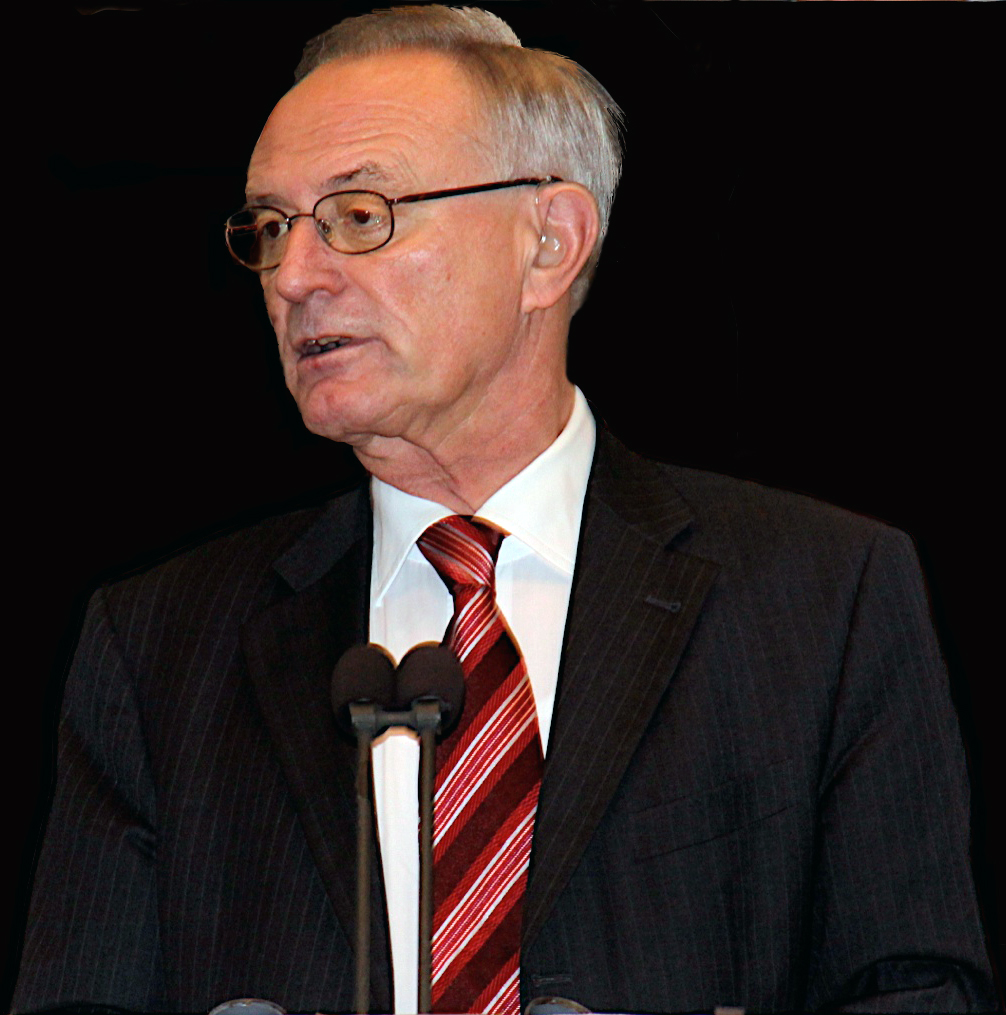
Klaus Hänsch (2009), 1994–1997 Präsident des Europäischen Parlaments

Adolf Bargmann Friso-Luneburgia • Hermann Berg Vitruvia München • Adolf Bethe Friso-Luneburgia • Ernst Blankenhorn Franconia Karlsruhe • Dietrich Christian von Buttel Frisia Göttingen • Julius Dorpmüller Delta Aachen • Walter Drechsel Alemannia-Thuringia zu Magdeburg • Anton Fehr Suevo-Guestphalia München • Antônio Francisco de Paula Souza Rhenania Braunschweig, Franconia Karlsruhe • Richard von Friesen Montania Freiberg • John C. Funch Germania Hohenheim • Oscar Funcke Teutonia Freiberg • Heinrich Georg Ehrentraut Bremensia Göttingen, Frisia Göttingen •
Ludwig Gerstein Montania Aachen • Walther Groz Bavaria Stuttgart • Klaus Hänsch Silingia  Breslau zu Köln • Adolf Wilhelm Hillingh Frisia Göttingen • Rudolf Hobohm Alemannia Hannover • Eugen Jäger Germania München • Rudolf Kindt Hassia Darmstadt • Steffen Kotré Cheruscia Berlin • Karl-Heinz Lesnau Cheruscia Berlin, Irminsul Hamburg • Walter Lippe Franconia Freiberg, Hercynia Clausthal • Eduard Meyer Holsatia Berlin • Friedrich Wilhelm Möhring Bremensia Göttingen, Frisia Göttingen • Emil Möhrlin Franconia Karlsruhe • Karl Müller-Franken Alemannia München, Freies Saxonia Berlin • Bernd Niehaus Quesada Franco-Guestphalia Köln, Irminsul Hamburg • Franz Obermayr Alemannia Wien (KSCV), Frankonia Brünn (KSCV), Germania München • Gerhard Oncken Rhenania Heidelberg (KSCV), Friso-Luneburgia • Helmut Prassler Germania Hohenheim • Robert Primavesi Thuringia Dresden • Klaus Scheufelen Obotritia Darmstadt • Franz Seldte Teutonia-Hercynia Braunschweig • Oskar Stübinger Markomannia Bonn • Frank Sürmann Thuringia Heidelberg • Yamamoto Teijirō Germania Hohenheim • Ferdinand Wallbrecht Saxonia Hannover •
Max Wartemann Irminsul Hamburg • Alexandros Zannas Stauffia Stuttgart

### Generäle und Admirale einer Streitkraft
alphabetisch sortiert

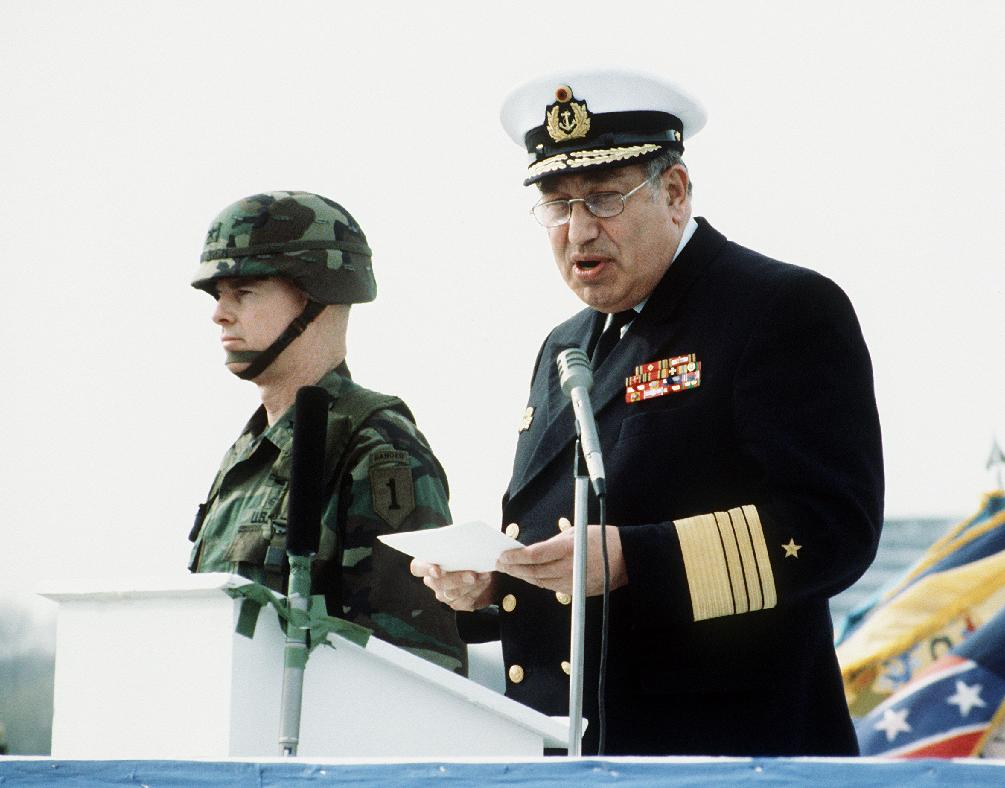
Dieter Wellershoff (1991), als Generalinspekteur bei der Verabschiedung der 1st Infantry Division der US Army

Georg Bock von Wülfingen Albingia Dresden zu Aachen • Karl von Brug Cisaria München • Eduard Ey-Steineck Montania Clausthal • Eugen Fahrländer Helvetia Zürich • Hans Frey Stauffia Stuttgart • Heinrich Göringer Vitruvia München • Karl Harlander Vitruvia München • Walter Hertel Rhenania Stuttgart • Paul von Hindenburg Montania Freiberg • William Kobbé Franconia Freiberg • Rudolf Kunz Rhenania Stuttgart • August von Mackensen Agronomia Hallensis zu Göttingen • Theodor Melior Hassia Darmstadt • Richard Rothe-Roth Germania München • Albert Schuchardt Vitruvia München • Oskar Schwartz Slesvico-Holsatia • Karl Wilhelm Specht Albingia Dresden zu Aachen • Dieter Wellershoff Marko-Guestphalia Aachen